# Saturday Night (musical)
Saturday Nights è un musical con colonna sonora e testi di Stephen Sondheim su libretto di Julius e Philip G. Epstein, tratto dalla pièce degli stessi fratelli Epstein Front Porch in Flatbush. Scritto da Sondheim agli inizi degli anni 50, il debutto del musical era previsto a Broadway per la stagione 1954-1955, ma la morte del produttore cancellò la messa in scena. La prima dell'opera avvenne quasi mezzo secolo dopo, al Bridewell Theatre di Londra nel 1997.

## Trama
Brooklyn, 1929. Un gruppo di amici scapoli incalliti diventano inquieti perché hanno trascorso gli ultimi week-end soli senza nessun appuntamento. Gene, che svolge un lavoro di basso profilo a Wall Street sogna una vita più eccitante a Manhattan e una sera si intrufola in una festa in centro, dove conosce la bella Helen, anche lei imbucata. Per impressionare la donna, Gene organizza un piano per arricchirsi velocemente, ma il suo progetta va storto e il giovane evita a stento la prigione.

## Numeri musicali
Atto I
- Overture - Musicale
- "Saturday Night" - Ted, Artie, Ray, Dino
- "Class" - Gene, Hank, Celeste, Bobby, Artie, Ted, Dino
- "Delighted I'm Sure" - Celeste, Mildred, Hank, Bobby, Ted, Artie, Ray, Dino
- "Love's a Bond" - Musicale
- "Isn't It?" - Helen
- "In the Movies" - Ted, Artie, Ray, Dino, Hank, Celeste, Mildred
- "Exhibit A" - Bobby
- "A Moment With You" - Gene, Helen
- "Saturday Night" (reprise) - Ted, Artie, Ray, Dino
- Gracious Living Fantasy - Gene & i ragazzi
- "Montana Chem" - Ted, Artie, Ray, Dino, Hank, Celeste
- "So Many People" - Helen, Gene
- "One Wonderful Day" - Celeste, Hank, Bobby, Mildred, Florence, Ted, Artie, Ray, Dino

Atto II
- Entr'acte - Musicale
- "Saturday Night" (reprise) - Ted, Artie, Ray, Dino
- "I Remember That" - Hank, Celeste
- "Love's a Bond" Blues - Dakota Doran
- "All for You" - Helen
- "That Kind of a Neighborhood" - Hank, Celeste, Mildred, Florence, Bobby, Ted, Artie, Ray, Dino
- "What More Do I Need?" - Gene, Helen, Hank, Celeste, Mildred, Florence, Bobby, Ted, Artie, Ray, Dino, Clune, tenente
- "One Wonderful Day" (reprise) - Compagnia

## Composizione
Sondheim scrisse il musical nel 1953 ed il produttore Lemuel Ayers, interessato all'opera, decise di portarla a Broadway per la stagione 1954-1955. Dopo aver tenuto diverse audizioni per il cast della prima e aver svolto diversi workshop per un pubblico selezionato (tra cui anche Arthur Laurents, futuro collaboratore di Sondheim), Ayers morì improvvisamente nell'agosto 1955 ed il progetto fu accantonato. Cinque anni dopo Sondheim era ormai un affermato paroliere a Broadway grazie al successo di West Side Story e Gypsy: A Musical Fable e Jule Styne, il compositore di Gypsy, propose a Sondheim di portare Saturday Night sulle scene di New York. Ma Sondheim riteneva il musical inferiore ai suoi ultimi lavori e non volendo legare il suo nome a uno spettacolo non al livello dei successi precedenti declinò l'offerta di Styne.

## Produzioni e allestimenti
La Stephen Sondheim Society, ottenuto il permesso del compositore, finanziò una produzione studentesca andata in scena all'Università di Birmingham nel 1995, poi riproposta in versione concertistica per una sola replica al Bridewell Theatre di Londra nel 1996. Sondheim, che sedeva tra il pubblico, concesse l'autorizzazione a portare in scena Saturday Night in versione integrale sulle scene, un'autorizzazione che aveva precedentemente negato per decenni. Così, il musical fu portato in scena per 38 repliche al Bridewell Theatre dal 17 dicembre 1997 al 24 gennaio 1998; il cast realizzò anche un'incisione discografica, la prima, della partitura.
La prima statunitense andò in scena al Truman College di Chicago dal 19 maggio al 18 luglio 1999, con due nuove canzoni di Sondheim e le orchestrazioni di Jonathan Tunick. Kathleen Marshall diresse e coreografò la prima newyorchese del musical, in scea al Second Stage dell'Off Broadway con Lauren Ward nel ruolo di Helen per 45 repliche dal 17 febbraio al 26 marzo 2000. Saturday Night vinse il Drama Desk Award ai migliori testi. Una produzione australiana andò in scena a Melbourne nel 2003, mentre il musical tornò sulle scene londinesi nel febbraio di 2009 al Jermyn Street Theatre; questo allestimento fu successivamente proposto anche nel West End, all'Arts Theatre dal 25 marzo all'11 aprile dello stesso anno. Nel 2014 una versione concertistica dello show è tornata a New York, con Lindsay Mendez ed Andrew Keenan-Bolger nel cast.